# Jürgen Bier
Jürgen Bier (* 16. September 1943 in Detmold; † 12. Dezember 2007 in Berlin) war ein deutscher Mund-, Kiefer- und Gesichtschirurg und Hochschullehrer in Aachen und Berlin.

## Leben
Der Enkel des Chirurgen August Bier absolvierte die Hermann-Lietz-Schule auf Schloss Bieberstein und Spiekeroog, wo er 1965 das Abitur ablegte. Anschließend studierte Jürgen Bier Medizin und Zahnmedizin an der Georg-August-Universität zu Göttingen. Im Sommersemester 1965 wurde er Mitglied des Corps Saxonia Göttingen. Er wurde zum Dr. med. und zum Dr. med. dent. promoviert. 1973/74 war er Arzt auf Barbados. Es folgten die Facharztausbildung und die Habilitation für Kieferchirurgie und Plastische Gesichtschirurgie an der Freien Universität Berlin. Von 1980 bis 1983 war er Professor für Comparative Medicine an der Utah State University. Außerdem betrieb er eine Praxis in Berlin. Bis 1989 war er Professor für Kieferchirurgische Onkologie an der RWTH Aachen. Anschließend war er Ordinarius am Virchow-Klinikum der Charité und leitete als Direktor die Klinik für Plastische Gesichtschirurgie.
Mit seiner zweiten Frau Angelika Bier geb. Kuntz gründete er 2005 in Berlin die Stiftung Jona zur Betreuung von sozial benachteiligten Kindern und Jugendlichen auf der Grundlage christlichen Glaubens und praktizierter christlicher Nächstenliebe. Bier war Rechtsritter des Johanniterordens. Er erlag einem Speiseröhrenkrebs. Unter großer Anteilnahme der Berliner Ärzteschaft und Bevölkerung fand die Trauerfeier in der Kaiser-Wilhelm-Gedächtniskirche statt. Er hinterließ seine Frau, einen Sohn und eine Tochter.

## Ehrungen
- Dr. med. h. c. der Burdenko-Akademie in Woronesch
- 2001: Bundesverdienstkreuz am Bande